# Doug Pinnick

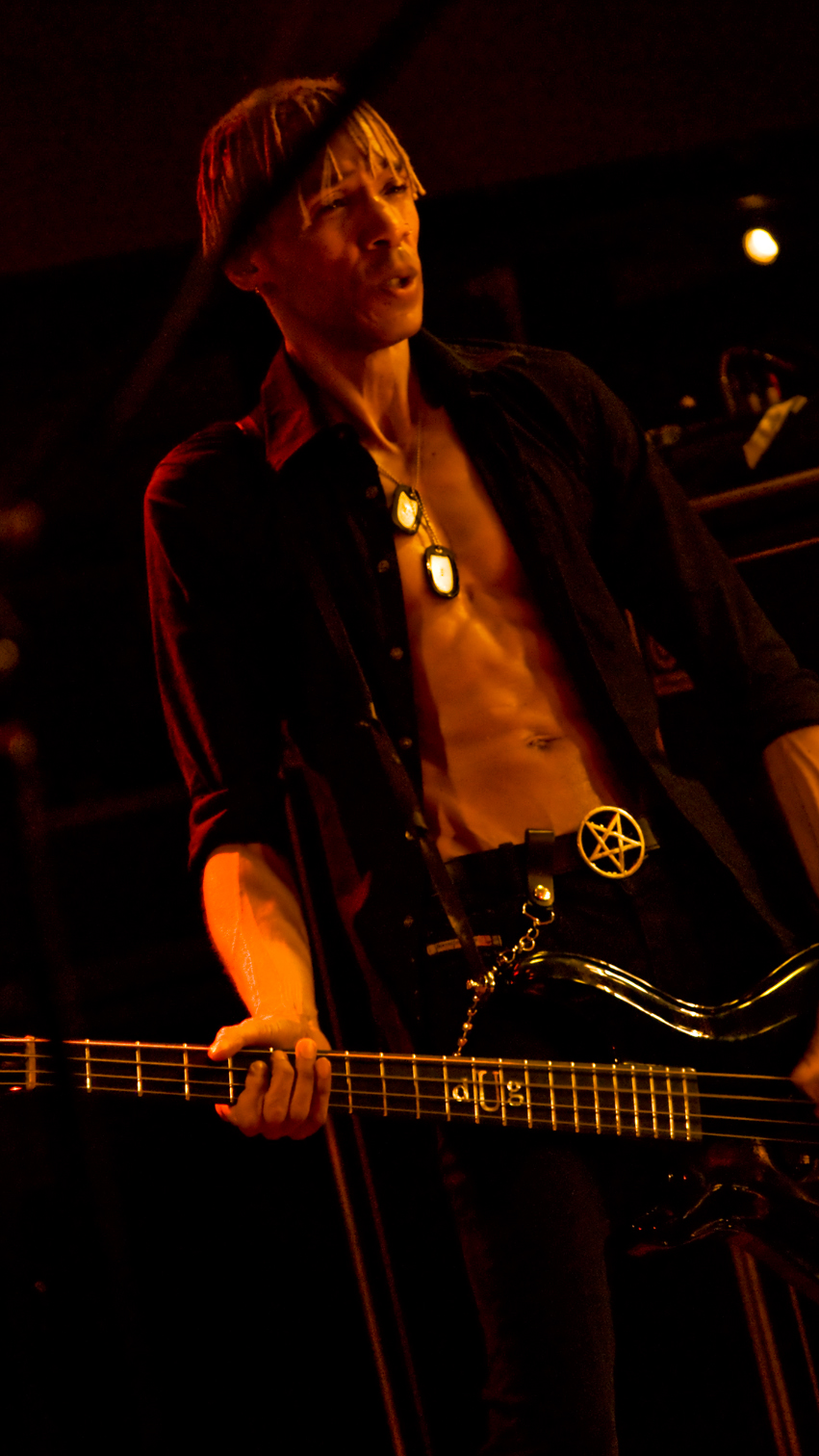
Doug Pinnick, 2009

Doug Pinnick (* 3. September 1950 in Braidwood, Illinois) ist ein US-amerikanischer Rock- und Metal-Bassist und -Sänger. Bekannt wurde er durch seine Tätigkeit für King’s X, mit denen er 14 Alben veröffentlichte, aber auch durch sechs Soloalben.

## Werdegang
Pinnick wurde in Braidwood geboren, zog aber nach Joliet, als er 14 war. Er stammt aus einer sehr musikalischen Familie. In seiner Jugend wurde er von Motown-Künstlern wie Stevie Wonder, Little Richard und Aretha Franklin beeinflusst. Aber auch Jimi Hendrix, U2 und Metallica inspirierten ihn. Als Bassisten nannte er Chris Squire von Yes, Glenn Hughes von Trapeze, Roger Glover von Deep Purple und John Entwistle von The Who als Vorbilder sowie James Jamerson, der für das Motown-Label spielte.
Bereits 1980 gründete er mit dem Drummer Jerry Gaskill und dem Gitarristen Ty Tabor das Rock-Trio, welches zunächst unter dem Namen „Sneak Preview“ auftrat und sich ab 1987 in King’s X umbenennen sollte und seither bei Musik-Liebhabern durch seinen einzigartigen Rock-Sound bekannt ist.
1998 outete sich Pinnick in einem Interview mit Regeneration Quarterly als homosexuell. Anfangs stieß dies auf negative Reaktionen, z. B. von christlicher Seite.
2012 startete Pinnick mit dem Blues-Rock-Gitarristen und Sänger Eric Gales und dem Ex-The-Mars-Volta-Drummer Thomas Pridgen das Projekt Pinnick Gales Pridgen. Das Trio veröffentlichte in den Jahren 2013 und 2014 zwei Alben über Magna Carta Records.
Im Jahr 2014 begann Pinnick ein weiteres Projekt, das Blues-Trio Grinder Blues mit den Bihlman Brothers, welches 2014 über Megaforce Records sein Debüt ablieferte.
Noch im selben Jahr, 2014, gründete er spontan mit George Lynch (ex-Dokken) und Ray Luzier, dem Drummer von Korn die Band KXM, sie veröffentlichten ein Album und gingen auf Tour.
Im Februar 2017 erscheint das zweite Album von KXM, das den Titel Scatterbrain trägt.

## Equipment
Pinnick spielt einen oft warm und rund klingenden, zuweilen auch einen verzerrten Bass-Sound, der durch mehrere Ampeg SVT-4-Verstärker erzeugt wird. Er nutzt einen von Yamaha gebauten 12-saitigen Bass, der ein dreifach bespannter Viersaiter ist.

## Diskografie

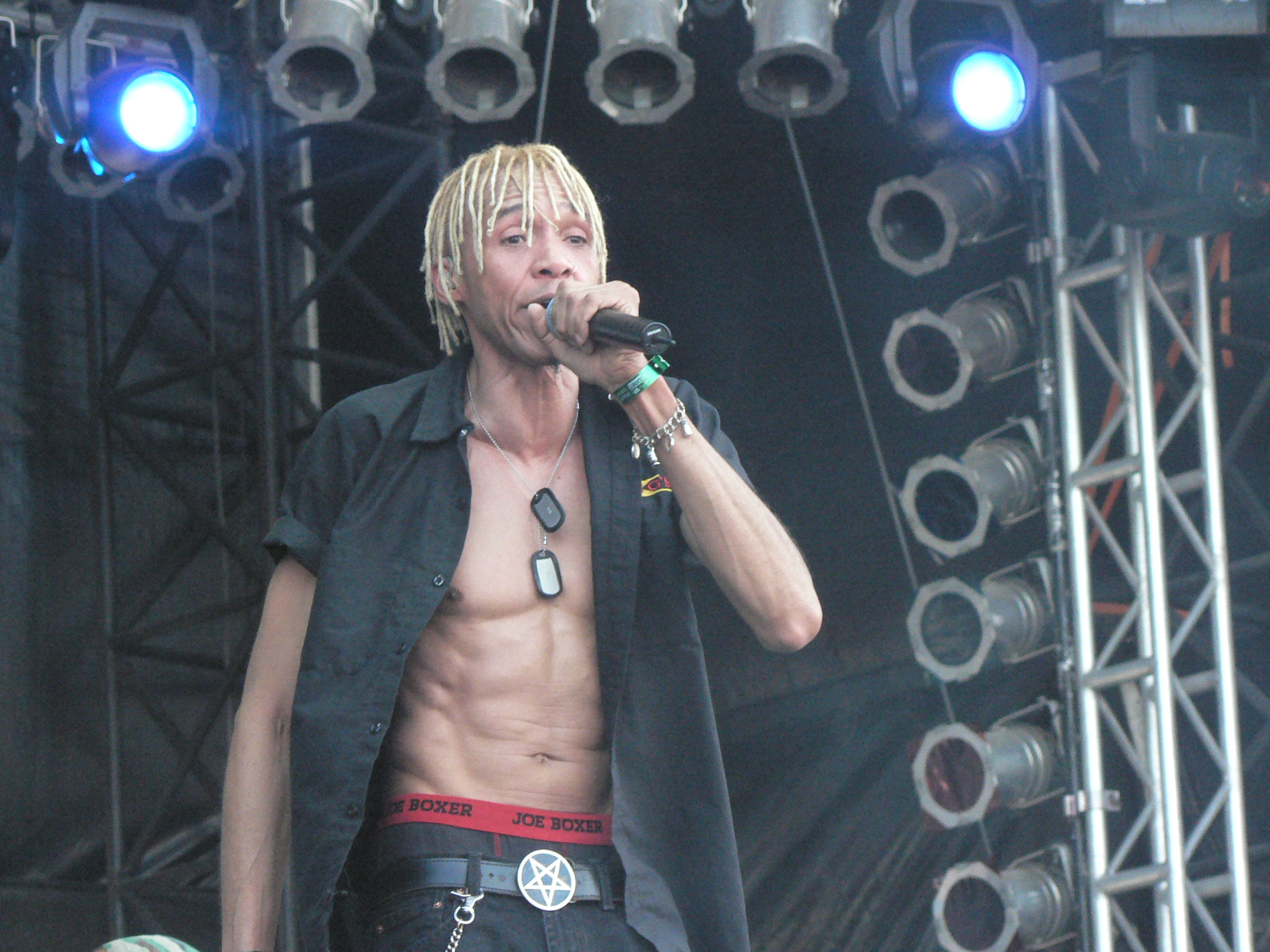
Doug Pinnick, 2006

### King’s X
- Siehe King’s X#Diskografie

### Solo
- Poundhound – Massive Grooves...  (1998)
- Poundhound – Pineappleskunk (2001)
- Emotional Animal  (2005)
- Songs from the Closet (Molken Music, 2006) Eine Sammlung von Kings’X-Demos mit zwei unveröffentlichten Songs
- Strum Sum Up  (2007)
- Naked  (2013)
- Joy Bomb  (2021)
- Thingamajigger (2024)

### Pinnick, Gales & Pridgen
- Pinnick, Gales & Pridgen (2013)
- PGP 2 (2014)

### KXM
- KXM (2014)
- Scatterbrain (2017)
- Circle of Dolls (2019)

### Nebenprojekte
- Supershine (2000)
- The Mob (2005)
- The Jibbs – Single Burns in the Rain (2008)
- Razr 13 – Reflections (2009)
- Tres Mts. – Three Mountains (2011)

### Gastauftritte
- Pearl Jam – Dissident-Single, Gesang beim Live-Stück W.M.A. (1994)
- Jimi-Hendrix-Tributalbum: In from the Storm (1995)
- 24-7 Spyz: 6 (1996)
- Carmine Appice: Guitar Zeus 1 (1996)
- Dream Theater – Falling into Infinity, Gesang beim Stück Lines in the Sand (1997)
- Tribe After Tribe: Pearls Before Swine (1997)
- Metallica-Tributalbum: Metallic Assault (2000)
- Van-Halen-Tributalbum: Little Guitars (2000)
- Aerosmith-Tributalbum: One Way Street (2002)
- Pink-Floyd-Tributalbum: Pigs And Pyramids (2002)
- Mr. Big-Tributalbum: Influences and Connections (2003)
- AC/DC-Tributalbum: AC/DC We Salute You (2004)
- Lance Lopez: Wall Of Soul (2004)
- Kiss-Tributalbum: Spin the Bottle (2004)
- 24-7 Spyz: Face the Day (2006)
- The-Beatles-Tributalbum: Butchering the Beatles (2006)
- Ty Tabor: Rock Garden (2006)
- Steve Stevens: Memory Crash (2008)
- Liberty 'N Justice: 4 All: Best of LNJ, Gesang beim Stück Rage (2008)
- Jeff Ament: Tone (2008)
- We Wish You A Metal X-Mas, Gesang beim Stück Little Drummer Boy (2008)[8]
- Black Sugar Transmission: Use It, Gesang beim Stück Runnin' Like a Dog (2009)
- Billy Sheehan: Holy Cow!, Gesang beim Stück Turning Point (2009)
- Thomas Tomsen: Sunflickers, Bass beim Stück Godfather's Walk (2010)
- Hydrogyn: Judgement, Gesang beim Stück Big Star (2010)
- Sin-Atra, Frank-Sinatra-Tributalbum (2011)